# Numéro de sécurité sociale en France
Pour les articles homonymes, voir Numéro de sécurité sociale.

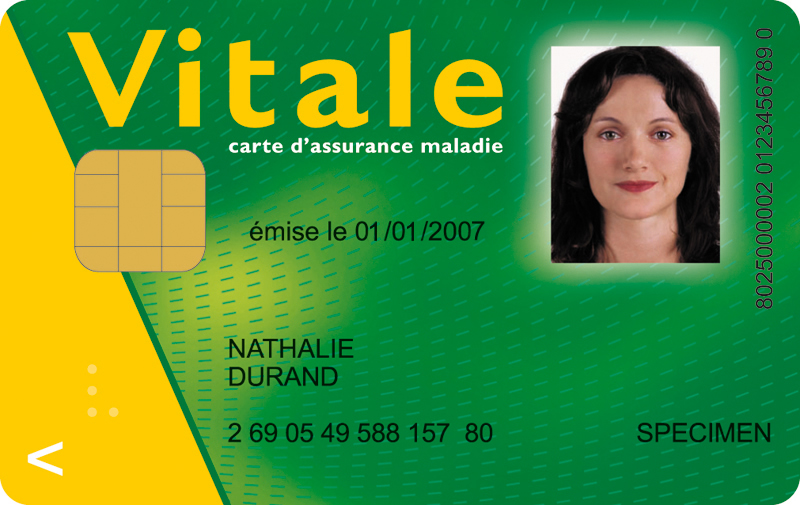
Le numéro de sécurité sociale est notamment inscrit sur la carte Vitale, en dessous du nom et du prénom du porteur.

Le numéro de sécurité sociale en France, officiellement appelé numéro d'inscription au répertoire des personnes physiques (abrégé en NIRPP ou plus simplement NIR), est un code numérique servant à identifier de façon unique une personne dans le répertoire national d'identification des personnes physiques (RNIPP) géré par l'INSEE, dans les conditions définies par le décret no 82-103 du 22 janvier 1982 modifié.
C'est un numéro « signifiant » (c'est-à-dire non aléatoire) composé de 13 chiffres, suivi d'une clé de contrôle de deux chiffres. Il est construit à partir de l'état civil transmis par les mairies (sexe, année et mois de naissance, département et commune de naissance, numéro d'ordre du registre d'état civil). Il s'agit d'un « identifiant fiable et stable, conçu pour rester immuable la vie durant ».
Dans certains cas, le numéro de sécurité sociale et le NIR sont deux numéros différents. Un enfant a un NIR attribué à sa naissance, cependant, jusqu'à ses 16 ans au moins, il sera affilié à la sécurité sociale d'un ou de ses deux parents. Son numéro de sécurité sociale pourra donc être celui de son père ou de sa mère ou les deux. De même, jusqu'au 1er janvier 2016 et la création de la protection universelle maladie, il était possible pour un adulte d'être ayant droit d'un autre adulte (conjoint par exemple) et donc d'avoir le même numéro de sécurité sociale (différent de leur NIR).

## Historique
L'inventeur de l'actuel numéro de Sécurité sociale est le contrôleur général des armées René Carmille, spécialiste de la mécanographie par cartes perforées, lors de la transformation, après l'armistice de 1940, des bureaux de recrutement de l'armée en "service de la Démographie". Pour aboutir à un fichier exploitable par des machines mécanographiques, il fallait créer un identifiant strict des individus. Il avait déjà mis en chantier le code officiel géographique, et choisit de se baser sur des informations liées à l'état civil : nom, prénom(s), date et lieu de naissance, informations restant le plus souvent identiques jusqu'au décès de l'individu, codage des patronymes, des noms de département et des noms de commune.
À l'origine, René Carmille avait prévu un numéro matricule à 12 chiffres, appelé « numéro de Français » :
- deux pour l’année de naissance (ex. 32 pour 1932) ;
- deux pour le mois de naissance[2] ;
- deux pour le département de naissance[note 3] moyennant la création d'un code géographique pour les départements et les communes (Ain=01, Aisne=02, Allier=03, etc., même principe pour les communes, de 001 à 999)
- trois pour la commune de naissance (aucun département ne comporte plus de 999 communes) ;
- trois pour un numéro d’ordre dans le mois de naissance;

Pour une personne née à l'étranger, le département est codé 99 et un code pays a été créé sur les trois positions occupées par le code commune des personnes nées en France.
Théoriquement, ce code aurait pu contenir non seulement des chiffres (représentés par une perforation dans une des dix lignes de la carte) mais encore des lettres (représentées par deux perforations dans la même colonne). Pratiquement, le traitement d'un code alphabétique était au moins deux fois plus long qu'avec un code numérique. Il n'y a donc pas de lettres dans le code retenu par René Carmille. Surtout, comme le matricule était attribué par le personnel des bureaux de recrutement, il fallait qu'il reste simple et signifiant pour être codé correctement.
De la même façon, les techniques de hachage consistant, via un calcul, à remplacer les 12 chiffres significatifs par une signature numérique n'étaient pas disponibles sur des machines dont les fonctions de calcul était limitées. Le fait que le numéro soit significatif date de cette contrainte originelle. C'est un motif constant de critique de la CNIL puisque rien n'a changé depuis les années 1930.
Enfin, le « numéro de Français » que René Carmille pensait « immuable » ne l'est pas tant que cela. Des départements et des communes ont été créés, fusionnés, supprimés. Même la caractéristique de genre est aujourd'hui modifiable.
Lorsque René Carmille fut nommé directeur du Service National des Statistiques, en 1941, il entreprit la création d'un "répertoire de tous les Français" qui contiendrait l'ensemble de la population résidant en France née depuis 1881.
Ayant cette fois un objet civil, et non militaire, le numéro de Français devait inclure les femmes. C'est pourquoi fut ajouté un 13e chiffre en première colonne, pour le sexe, 1 ou 2. Le numéro d'identité n'est, pour René Carmille, qu'un des éléments d'un vaste système de traitement d'informations statistiques destinées à gérer l'ensemble des affaires économiques, civiles et militaires. L'instruction du 30 mai 1941 donne une signification aux chiffres aujourd'hui non utilisés (3 à 9) de la première colonne, liée aux condition de la mobilisation en Algérie :

« la première composante est ainsi définie : 1 et 2 [selon le sexe] désignent les citoyens français y compris les Juifs, 3 et 4 les « Indigènes d’Algérie et de toutes colonies sujets français, à l’exception des Juifs », 5 et 6 les « Juifs indigènes sujets français », 7 et 8 les « étrangers y compris les Juifs ». »

À la Libération, la première composante du numéro d’identification est définitivement limitée au sexe en mai 1945 : 1 pour masculin, 2 pour féminin. L’armée reconstituée se donna d'autres numéros matricules mais donna le nom de Carmille à des centres de recrutement, de mécanographie ou de télécommunications.
Le système d'information sur les individus mis en place par le SNS (dit des "dossiers individuels") contenait des  informations contraires à la "légitimité républicaine", notamment sur la "race juive", supprimées à la Libération. Mais subsistait le "répertoire de tous les Français" alimenté en particulier par les demandes de cartes d'identité. C'est le 20 mars 1941 qu'avait été décidée l'inscription du numéro d'identité sur la "Carte d'identité de Français". Mais ce n'est qu'à partir d'août 1943, et ce jusqu'à la Libération, que furent délivrées ces cartes d'identité, à l'en-tête de l'État français et portant le numéro d'identité. Selon les souvenirs de Pierre Laroque, créateur avec Ambroise Croizat, de la Sécurité sociale :

« Lorsqu’a été entrepris le travail préparatoire du Plan français de Sécurité sociale, à l’automne 1944, le numéro Carmille était déjà bien implanté et a été considéré tout naturellement comme devant devenir le numéro de Sécurité sociale en accord avec l’Insee(sic). En tout état de cause l’élaboration de la législation sur la Sécurité sociale a abouti aux Ordonnances de base d’octobre 1945 et à l’entrée en application du régime nouveau le 1er juillet 1946. J’ai toutes raisons de penser qu’à ces diverses dates le nouveau numéro de sécurité sociale, substitué au numéro ancien des Assurances sociales, était adopté sans contestation de qui que ce soit. »

Le SNS a été fondu, en avril 1946, dans le nouvel Institut National de la Statistique et des Études Économiques (INSEE). Après discussions, il fut chargé de la continuation du répertoire devenu Répertoire National d'Identification des Personnes Physiques (RNIPP).
Le « numéro Carmille », originellement d'usage strictement militaire a ainsi survécu dans un usage purement civil.

### SAFARI et la loi informatique et libertés de 1978
En 1971, l’Insee décida de centraliser les répertoires d’identification à Nantes. Le projet fut baptisé Safari (Système automatisé pour les fichiers administratifs et le répertoire des individus).
Dans les années 1970, quand l'informatique se généralisa, la sécurité sociale identifia les ayants droit par le NIR (Numéro d'inscription au répertoire) plus une clé de contrôle à deux chiffres qui fut ajoutée pour la vérification par ordinateur : c'est le complément à 97 du reste de la division du numéro à 13 chiffres (NIR) par 97.
En 1985, Yvette Roudy, ministre des Droits de la femme, a protesté auprès du directeur de l'Insee de la discrimination résultant de cette codification mettant les femmes en deuxième position. Celui-ci répondit que ce choix correspondait à la norme ISO/CEI 5218 standardisant la représentation du genre, mais une réponse officieuse auprès du cabinet de la ministre proposa d'utiliser le code 0 à la place du code 2. « C'est à vous de décider si, symboliquement, le code 0 est préférable au code 2 pour le sexe féminin ».

## Signification des chiffres du NIR
La signification des chiffres est la suivante :
| Cas  | Positions    | Signification | Valeurs possibles |
| ---- | ------------ | --- | --- |
| Tous | 1            | sexe : 1 pour les hommes, 2 pour les femmes, 3, 4, 7 ou 8 pour les personnes en cours d'immatriculation en France,[A]                            | de 1 à 4 ou 7 ou 8 |
| Tous | 2 et 3       | deux derniers chiffres de l'année de naissance (ce qui donne l’année à un siècle près)                                                           | de 00 à 99 |
| Tous | 4 et 5       | mois de naissance | de 01 (janvier) à 12 (décembre) ou entre 20 et 42 ou entre 50 et 99[B]                                                |
| A    | 6 et 7       | département de naissance métropolitain (2A ou 2B pour la Corse) [C]                                                                              | de 01 à 95, ou 2A ou 2B pour la Corse après le 1er janvier 1976, ou 96 pour des naissances hors France métropolitaine |
| A    | 8, 9 et 10   | code officiel de la commune de naissance [C],[D]                                                                                                 | de 001 à 999 [B] |
| B    | 6, 7 et 8    | département de naissance en outre-mer [C] | de 970 à 989 |
| B    | 9 et 10      | deux chiffres du code commune de naissance [C],[D]                                                                                               | de 01 à 99 [B] |
| C    | 6 et 7       | naissance hors de France [C] | 99 pour des naissances à l'étranger                                                                                   |
| C    | 8, 9 et 10   | identifiant du pays de naissance [C] | de 001 à 999 [B] |
| Tous | 11, 12 et 13 | numéro d’ordre de la naissance dans le mois et la commune (ou le pays) [D],[E]                                                                   | de 001 à 999 |
| Tous | 14 et 15     | clé de contrôle = complément à 97 du nombre formé par les 13 premiers chiffres du NIR modulo 97 [F] (complément au NIR pour la Sécurité sociale) | de 01 à 97 |

Un décret, pour lequel la CNIL a été saisie, permet aux personnes nées en Algérie avant le 3 juillet 1962 de demander la modification de leur NIR, afin de remplacer le code 99 (affecté aux personnes nées à l'étranger) par un nouveau code (de 91 à 94 ; cf l'article 4 bis du décret no 82-103 du 22 janvier 1982 modifié. Selon la CNIL, « seuls le caractère signifiant de ce numéro et le risque de discrimination entre Français et étrangers pouvaient justifier une telle initiative ».

A.  Les codes « sexe » 7 et 8 peuvent être attribués pour des immatriculations temporaires, par exemple pour une personne qui trouve un emploi salarié sans être immatriculée.
B.  Des codes spécifiques existent pour les personnes inscrites à partir d'un acte d'état civil incomplet. Les mois de naissance fictifs 20 à 30 ou 50 ou plus caractérisent le NIR d'une personne inscrite sur la base d'une pièce d'état civil ne précisant pas le mois de naissance. Les mois de naissance dits « pseudo-fictifs », de 31 (janvier) à 42 (décembre), caractérisent le NIR d'une personne inscrite sur la base d'une pièce d'état civil incomplète, mais mentionnant toutefois un mois de naissance,. Les numéros de commune 990 à 999 caractérisent le NIR d'un pupille de l’État ou d'une personne inscrite sur la base d'une pièce d'état civil ne précisant pas son lieu de naissance. Ces cas sont extrêmement rares avec les formalités de déclaration de naissance actuelles.
C.  Pour les départements d'outre-mer, on retient le numéro de département à trois chiffres, et le numéro de commune sur deux chiffres (depuis 1950).
Les personnes nées à l'étranger ont un code département égal à 99 et un code commune remplacé par le code du pays de naissance à trois chiffres. Si avant 1964, les codes département de 91 à 96 ont été utilisés pour l'Algérie, la Tunisie et le Maroc, les Français nés dans les départements français d'Algérie se sont vu attribuer la possibilité de demander le code 99. La directive Juppé de 1994 permet théoriquement de faire procéder au rectificatif.
D.  Le lien entre ce numéro et le numéro d'acte de naissance n'est pas garanti.
E.  Dans le cas où le nombre de naissances dépasse 999 un mois donné, un code extension commune est créé dans le même département (ou collectivité d’outre-mer) : il ne correspond à une commune donnée que pour un mois et une année donnée. En pratique, cela concerne uniquement certaines des plus grosses communes d’un département, où existe un nombre important de places en cliniques de maternité et où les naissances enregistrées chaque mois sont particulièrement nombreuses, et certaines communes ont donc maintenant plusieurs codes d’extension attribués de façon permanente. Cette concentration des naissances sur un nombre réduit de communes s’est accentué avec la médicalisation quasi systématique des naissances en France métropolitaine, une grande majorité de communes n’enregistrant que de très rares naissances. D'autre part, en outre-mer, les communes sont souvent plus étendues (par exemple en Guyane) et moins nombreuses qu’en métropole et comptent une population plus nombreuse avec une natalité souvent plus importante (c’est le cas particulièrement à Mayotte), ce qui nécessite de tels codes d’extension de façon quasi permanente.
F.  Calcul de la clé de contrôle : faire la division entière (ou euclidienne) par 97 du nombre formé par les 13 premiers chiffres.

Vous obtenez un reste que vous soustrayez de 97.

Cette différence est la clé de contrôle.

Pour la Corse, les lettres A et B sont remplacées par des zéros, et on soustrait du nombre à 13 chiffres ainsi obtenu 1 000 000 pour A et 2 000 000 pour B avant d'effectuer la division. On peut aussi, plus simplement, remplacer 2A par 19 et 2B par 18.

En langage mathématique, on dit que la clé est le complément à 97 du NIR modulo 97.

### Gestion des siècles
Comme le rang d'ordre (chiffres 11 à 13) est attribué de manière croissante et sans référence au numéro d'acte de naissance, le fait que le NIR soit attribué à des personnes nées à plus de 100 ans d'intervalle n'est pas un problème : pour les personnes nées sur une commune en 1991 (première année durant laquelle le problème s'est posé), le rang le plus bas est le plus haut rang attribué aux personnes nées en 1891 sur cette commune, plus un. La possibilité d'utiliser des codes communes fictifs quand le rang d'une commune a atteint 999 laisse une marge confortable.

## Attribution et communication
La CNIL précise : « Toute personne née en France, qu’elle soit française ou étrangère, est inscrite [au RNIPP] dès sa naissance. Une personne née à l’étranger n’est inscrite que si son inscription est demandée par un utilisateur autorisé dans les conditions prévues par la loi. »
Le numéro de sécurité sociale est communiqué à l'un des moments suivants :
- lors du premier emploi ;
- sur la carte d'immatriculation lycéen adressée par la Sécurité sociale aux lycéens en terminale ;
- au plus tard à 20 ans ;
- dès la naissance depuis 2010. On retrouve ce numéro sur les attestations de la sécurité sociale.

Les ayants droit d'un assuré social ont donc tous un numéro attribué, mais celui-ci n'est tout simplement pas utilisé. Ceci est surtout gênant dans le cas où l'ayant droit ne vit pas avec l'assuré, notamment dans le cas des familles recomposées.
Le NIR fait l'objet d'une attention particulière de la CNIL, en raison principalement des possibilités d'interconnexion de fichiers qu'il permet techniquement ainsi que des possibilités de discrimination qu'il rend réalisables. En effet, contrairement à la plupart des identifiants utilisés à l'étranger, la constitution numérique du NIR est signifiante, permettant par exemple de classer les personnes nées à l'étranger ou outre-mer. Refusant par conséquent l'usage du NIR en tant que numéro « universel », la CNIL a proscrit l'usage du terme « numéro national d'identité » au profit de son nom actuel.

« En 2001, un groupement réunissant des associations de défense des libertés (dont la Ligue des droits de l'homme) et des syndicats a produit sur ce thème des dangers inhérents à cet identifiant une analyse développée, intitulée « Numéro de Sécurité sociale : quels dangers ? ». Elle insiste sur le danger d'une extension « à bas bruit » par paliers : Il y a donc une logique et des intérêts très forts qui poussent à aller vers des « nouveaux SAFARI ». On ne peut exclure une interconnexion des fichiers comportant le NIR et des fichiers de police. Ainsi on lit en page 42 du rapport réalisé par Guy Braibant en 1998, qu’« on peut mettre dans la catégorie des traitements relevant du domaine de la loi les grands fichiers de police et de sécurité […] ou les interconnexions de fichiers sociaux, fiscaux et policiers. »

Il sert d'identifiant unique pour chaque individu inscrit au répertoire national d’identification des personnes physiques (RNIPP). Ce dernier constitue « un instrument de référence fondamental de l'état civil en France, destiné en particulier à lever les doutes sur les homonymies », de plus en plus nombreuses à la suite de la diminution progressive du nombre de noms de famille utilisés en France.
La gestion du NIR a été confiée à l’Insee par le décret no 46-1432 du 14 juin 1946. Le NIR est aujourd'hui utilisé par tous les organismes liés à la sécurité sociale et à la santé, par le Pôle emploi, le fisc, les employeurs, etc. Le Répertoire National Commun de la Protection Sociale, institué par la loi de financement de la Sécurité sociale du 21 décembre 2006, devrait aussi utiliser le NIR. Ce répertoire inter-branches et inter-régimes recense l’ensemble des bénéficiaires des prestations et avantages de toute nature servis par les divers régimes de protection sociale.

### Changement de NIR
Le changement de NIR est exceptionnel.
En 1997 (voir l'article 4bis du décret n°82-103 du 22 janvier 1982 modifié), les Français nés dans les anciens départements français d'Algérie et dont le lieu de naissance avait été codé 99, ont pu le faire modifier pour le numéro que leur département de naissance portait initialement (91 pour Alger, 92 pour Oran, 93 pour Constantine, 94 pour les Territoires du Sud). L'année de naissance, antérieure à 1963 et donc à la création des nouveaux départements de la région parisienne en 1968, évite toute confusion. Cette modification a bien sûr entraîné une modification de la clé.
Les personnes transgenres peuvent faire modifier leur NIR une fois leur mention sexe modifiée à l'état civil.

## Usages du NIR
En 1983, la CNIL a reconnu d'une part « que le NIR a été utilisé d'emblée comme identifiant par la plupart des organismes intervenant dans le secteur de la sécurité sociale, cette utilisation marquant une extension de la finalité du numéro, aujourd'hui enregistré dans tous les traitements automatisés d'informations nominatives concernant des opérations en relation avec la sécurité sociale », et d'autre part « que cette extension de finalité ne peut être remise en cause, sauf à entraîner de graves perturbations dans le fonctionnement du régime de protection sociale ». Toutefois, elle s'est opposée à la « tendance à la généralisation de l'emploi du NIR » et a préconisé l'usage d'identifiants spécifiques aux différentes administrations, afin de freiner l'interconnexion des fichiers. Ainsi, le ministère de l'Éducation nationale a finalement substitué au NIR, en 1992, le NUMEN, comme « identifiant principal dans ses fichiers de gestion interne », puis l'INE (« identifiant national étudiant »). Le fisc, qui disposait pourtant d'un identifiant spécifique (le SPI, « simplification des procédures d'identification »), a été autorisé à utiliser le NIR par l'article 107 de la loi de finances de 1999.
Un décret a autorisé l'ensemble des organismes de protection sociale (assurance maladie, assurance vieillesse, allocations familiales, recouvrement des cotisations sociales) à utiliser le RNIPP et à recourir au NIR dans leurs fichiers,.

La CNIL remarquait toutefois l'extension considérable du « domaine social ». En 1986, elle constatait : 
«  Le NIR se diffuse en effet, selon des filières qui partent toutes de la sécurité sociale et contaminent progressivement tout le champ des rapports entre les employeurs et les salariés d’une part, et celui de la santé d’autre part. En partant du secteur de la protection sociale qui a été étendue à des catégories de travailleurs de plus en plus nombreuses et pour gagner finalement toute la population (cotisations des employeurs), le NIR est employé pour la gestion de la paie (norme simplifiée), les traitements concernant les avantages sociaux annexes accordés par les employeurs (restaurant d’entreprise) puis de fil en aiguille, la gestion des carrières, de la formation permanente, des horaires, puis les activités du service médical des entreprises, des comités d'entreprises. De la sécurité sociale au sens strict, on glisse à la gestion des malades dans les hôpitaux (admissions), aux traitements de recherche épidémiologique, à la gestion des laboratoires d’analyse, à la gestion des pharmacies (tiers payant). Dans tous ces secteurs, il est peu probable que l’on puisse raisonnablement empêcher le NIR de se généraliser.  »
Le numéro de sécurité sociale est ainsi utilisé par les employeurs, les ASSEDIC, l'ANPE (réunis en 2008 au sein de Pôle emploi), les organismes d'assurance maladie complémentaires, professionnels de santé, le fisc, le fichier des « cadres interdits d’exercice dans les centres de vacances » du Ministère de la Jeunesse et des Sports, etc.,. L'utilisation du NIR par les professionnels et établissements de santé a été légalisé a posteriori, par le décret du 12 septembre 1996.
Les comptables de ces établissements utilisent le NIR aux fins de recouvrement de créances. La CNIL s'est montrée réservée « quant à l'utilisation du NIR comme numéro identifiant du patient dans la sphère médicale au motif qu'aucune justification précise et convaincante n'était apportée sur ce point. »
Ces interconnexions, à travers l'usage d'un identifiant unique (le NIR), ont « généralement pour but de vérifier la réalité de la situation sociale des demandes. ». Pôle Emploi et l'Unédic l'utilisent ainsi pour contrôler les allocataires,. La DDTEFP (Direction départementale du travail, de l'emploi et de la formation professionnelle) utilise depuis 2005 le fichier PRECAR IT (sic), qui intègre les 5 premiers chiffres du NIR, « pour contrôler la situation des demandeurs d'emploi ».
La CNIL a autorisé les Caisses d'allocations familiales (CAF) à signaler aux agences locales pour l'emploi les bénéficiaires du RMI, afin que ces dernières leur proposent des emplois,. Le RMI ayant été transformé en RSA, ces propositions pourraient devenir obligatoires. Pôle emploi utilise ainsi le NIR pour son fichier RSA.
La CNIL a aussi autorisé, en 2007, les Maisons départementales des personnes handicapées à mettre en place un fichier, utilisant le NIR, qui sert au « suivi » des handicapés, à « certifier l’identité des personnes auprès du Système National de Gestion des Identifiants (SNGI) », à leur contrôle dans le cadre de l'attribution d'allocations sociales (y compris le contrôle des handicapés étrangers et de leur situation régulière ou non), et à la « production de statistiques ». Les COTOREP et les CDES, qui précédaient les Maisons départementales des personnes handicapées, utilisaient déjà le NIR. La CNIL s'est défendu en déclarant « que si un numéro unique national est nécessaire, la création d’un identifiant spécifique aux personnes handicapées serait susceptible de les stigmatiser. En conséquence, elle admet que le numéro de sécurité sociale puisse être utilisé comme identifiant des usagers des MDPH à des fins d’instruction de leur dossier ».
Enfin, des utilisations illégales du NIR ont été recensées, telles que celle pratiquée par Acadomia, qui s'est vue avertie par la CNIL en 2010.

## Répertoire statistique des individus et des logements (Résil)
Le NIR est un numéro "signifiant", puisqu'il est formé à partir de la date et du lieu de naissance des individus. Un décret de 2024 crée le « Répertoire statistique des individus et des logements » (Résil), à l'usage exclusif de l'INSEE et des services statistiques des ministères ; le Résil utilise un code non signifiant. Un arrêté du même jour donne la liste limitative des 13 sources, dont le RNIPP, pouvant faire l’objet d’un appariement avec ce répertoire.